# Esterasi

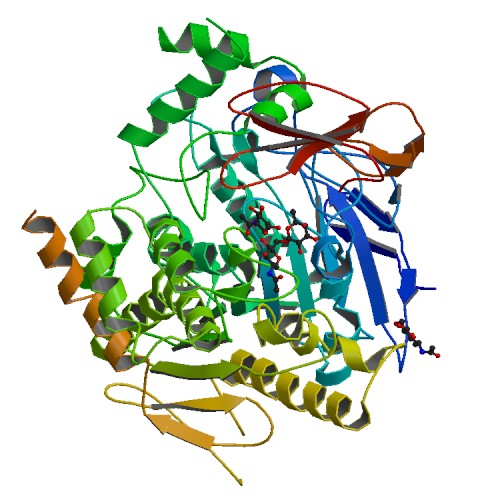
Struttura tridimensionale dell'acetilcolinesterasi, il cui substrato specifico è l'acetilcolina.

Le esterasi (numero EC 3.1.1) sono enzimi appartenenti alla classe delle idrolasi che catalizzano la reazione di idrolisi del legame estereo. 
R-CO-O-R' + H2O ⇄ R-COOH + HO-R'
La categoria delle esterasi comprende diverse sottocategorie, tra cui le lipasi e le colinesterasi.

## Caratteristiche
Le esterasi sono ampiamente espresse dalla maggior parte degli esseri viventi e si trovano distribuite a livello più o meno ubiquitario negli organismi superiori, compreso il corpo umano. Ricoprono diversi ruoli metabolici tra cui processi digestivi, infiammatori e di detossificazione. Alcuni enzimi, come l'acetilcolinesterasi (AChE) e la butirrilcolinesterasi (BChE), riconoscono substrati specifici (in questo caso gli esteri della colina) mentre altre esterasi sono più aspecifiche e catalizzano la reazione di idrolisi su una gamma più vasta di molecole. Caratteristica di alcune esterasi (spesso della sottocategoria delle lipasi) è quella di poter catalizzare anche la reazione inversa di condensazione in presenza di un eccesso di prodotti dell'idrolisi.
R-COOH + HO-R' ⇄ R-CO-O-R' + H2O
L'idrolisi catalizzata dalle esterasi è inoltre la principale via di attivazione di molti profarmaci somministrati sotto forma di esteri inattivi.

## Impieghi
Il dosaggio di alcuni tipi di esterasi può rappresentare un importante parametro diagnostico; ad esempio un elevato contenuto di lipasi pancreatica nel sangue è indice di sofferenza pancreatica, mentre un elevato contenuto di esterasi leucocitaria nelle urine è associato ad infezione delle vie urinarie. Le esterasi vengono inoltre impiegate in analisi di laboratorio per la misurazione della costante di Taft.
Un ulteriore impiego riguarda la ricerca sulla cocaina esterasi (CocE). Si tratta di un particolare enzima batterico appartenente alla famiglia delle esterasi che è in grado di scindere, attraverso reazioni di idrolisi, la molecola della cocaina, riducendo così l'effetto della dipendenza da tale sostanza. La sua applicazione è stata finora rivolta unicamente a modelli animali e sfortunatamente l'emivita nell'organismo sembra essere ridotta nel tempo. Migliori risultati si sono ottenuti con una forma mutata dell'enzima (doppio mutante o DM-CocE) che sembra essere più stabile e dunque notevolmente più efficace. L'esperimento è stato applicato su alcuni ratti, resi innanzitutto dipendenti dalla cocaina e addestrati ad autosomministrarsi la stessa premendo un bottone presente nella gabbia. I soggetti a cui era stata in seguito iniettata la DM-CocE manifestarono una riduzione del comportamento di ricerca della sostanza rispetto agli altri individui. Inoltre l'enzima, altamente specifico per la cocaina, sembra poter determinare una durevole protezione contro gli effetti tossici di dosi potenzialmente letali, prevenendo il rischio di overdose.